# Get Up! (Before the Night Is Over)
Pour les articles homonymes, voir Get Up.
Singles de Technotronic
Pump Up the Jam
(1989) This Beat Is Technotronic
(1990)
Pistes de Pump Up the Jam: The Album
Pump Up the Jam
(1) Tough
(3)
Get Up! (Before the Night Is Over) est une chanson du groupe belge Technotronic sortie en 1990 sous le label BCM. Interprétée par Ya Kid K, il s'agit du 2e single extrait de leur premier album studio Pump Up the Jam: The Album. La chanson a été écrite par  Manuella Kamosi (alias Ya Kid K) et Thomas de Quincey, et produite par Thomas de Quincey. Get Up! (Before the Night Is Over) a rencontré un grand succès dans de nombreux pays, atteignant le top 10 en France, en Autriche, aux Pays-Bas, en Suède, au Canada, en Allemagne, en Norvège, au Royaume-Uni aux États-Unis, en Irlande et en Australie. La chanson est rééditée en 1998 et en 1999, avec les titres respectifs Get Up (the '98 Sequel) et Get Up (the 1999 Sequel). La chanson est incluse dans le jeu vidéo Dance Dance Revolution Ultramix 4 et Dance Dance Revolution 3rdMix.
En 2007, la chanson est reprise par le groupe de DJ autrichiens Global Deejays, sous l'appellation "Global Deejays featuring Technotronic". Cette reprise rencontre un succès mineur, atteignant la 32e place du hit-parade français.

## Formats et listes des pistes

### Version originale
CD maxi
1. "Get Up ! (Before the Night Is Over)" (dance action mix) — 6:00
2. "Get Up ! (Before the Night Is Over)" (single mix) — 3:51
3. "Get Up ! (Before the Night Is Over)" (muted mix) — 5:52
4. "Get Up ! (Before the Night Is Over)" (CD version) — 5:54

7" single
1. "Get Up ! (Before the Night Is Over)" (single mix) — 3:51
2. "Get Up ! (Before the Night Is Over)" (instrumental) — 3:12

12" maxi
1. "Get Up ! (Before The Night Is Over)" (dance action mix) — 6:00
2. "Get Up ! (Before The Night Is Over)" (muted mix) — 5:52
3. "Get Up ! (Before The Night Is Over)" (def mix) — 8:12
4. "Get Up ! (Before The Night Is Over)" (accapella) — 2:47
5. "Get Up ! (Before The Night Is Over)" (instrumental) — 5:51

Cassette
1. "Get Up ! (Before the Night Is Over)"
2. "Raw"

### The '98 Sequel version
CD maxi
1. "Get Up" (radio version) — 3:38
2. "Get Up" (radio sequel) — 3:42
3. "Get Up" (clubbing mix) — 5:49
4. "Get Up" (pulsar mix) — 5:15
5. "Pump up the Jam" (the sequel - dancing divaz master mix) — 5:35

### 2007 version
CD maxi
1. "Get Up (Before the Night Is Over)" (general electric version) — 6:22
2. "Get Up (Before the Night Is Over)" (flash brothers remix) — 7:39
3. "Get Up (Before the Night Is Over)" (tribalectric rap mix) — 6:05
4. "Get Up (Before The Night Is Over) (Maurizio Gubellini Remix)		7:24

## Versions
- "Get Up ! (Before the Night Is Over)" (accapella) — 2:47
- "Get Up ! (Before the Night Is Over)" (CD version) — 5:54
- "Get Up ! (Before the Night Is Over)" (dance action mix) — 6:00
- "Get Up ! (Before the Night Is Over)" (def mix) — 8:12
- "Get Up ! (Before the Night Is Over)" (Dm's live mix) — 9:15
- "Get Up ! (Before the Night Is Over)" (far east mix) — 5:58
- "Get Up ! (Before the Night Is Over)" (instrumental) — 5:51
- "Get Up ! (Before the Night Is Over)" (lost mix) — 5:54
- "Get Up ! (Before the Night Is Over)" (mental mix) — 5:42
- "Get Up ! (Before the Night Is Over)" (muted mix) — 5:52
- "Get Up ! (Before the Night Is Over)" (single mix) — 3:51
- "Get Up ! (Before the Night Is Over)" (the Wind command mix) — 6:50

## Classements et certifications
| Classement (1990)                          | Peak position      |
| ------------------------------------------ | ------------------ |
| Australie (ARIA)                           | 7                  |
| Autriche (Ö3 Austria Top 40)               | 2                  |
| Belgique (VRT Top 30 Flandre)              | 1                  |
| Canada Classement single                   | 10                 |
| Pays-Bas (Dutch Top 40)                    | 2                  |
| Finlande (Suomen virallinen lista)         | 1                  |
| France (SNEP)                              | 2                  |
| Allemagne (Media Control AG)               | 2                  |
| Irlande Classement single                  | 2                  |
| Nouvelle-Zélande (RMNZ)                    | 7                  |
| Norvège (VG-lista)                         | 6                  |
| Espagne (AFYVE)                            | 1                  |
| Suède (Sverigetopplistan)                  | 4                  |
| Suisse (Schweizer Hitparade)               | 1                  |
| Royaume-Uni UK Singles Chart               | 2                  |
| États-Unis Billboard Hot 100               | 7                  |
| États-Unis Billboard Hot Dance Club Play   | 2                  |
| États-Unis Billboard Hot R&B/Hip Hop Songs | 27                 |
| Classement (1998) 1                        | Meilleure position |
| Allemagne Classement single                | 91                 |
| Classement (1999) 2                        | Meilleure position |
| France SNEP Classement single              | 42                 |
| Classement (2007) 3                        | Meilleure position |
| France SNEP Classement single              | 32                 |

| Classement annuel (1990)     | Position |
| ---------------------------- | -------- |
| Autriche Classement single   | 18       |
| Pays-Bas Dutch Top 40        | 56       |
| Suisse Classement single     | 24       |
| États-Unis Billboard Hot 100 | 73       |

| Pays        | Certification | Date             | Ventes certifiés |
| ----------- | ------------- | ---------------- | ---------------- |
| France      | Argent        | 1990             | 205,000          |
| Royaume-Uni | Argent        | 1er février 1990 | 200,000          |
| États-Unis  | Or            | 27 avril 1990    | 500,000          |